# St. Josef (Eupen)

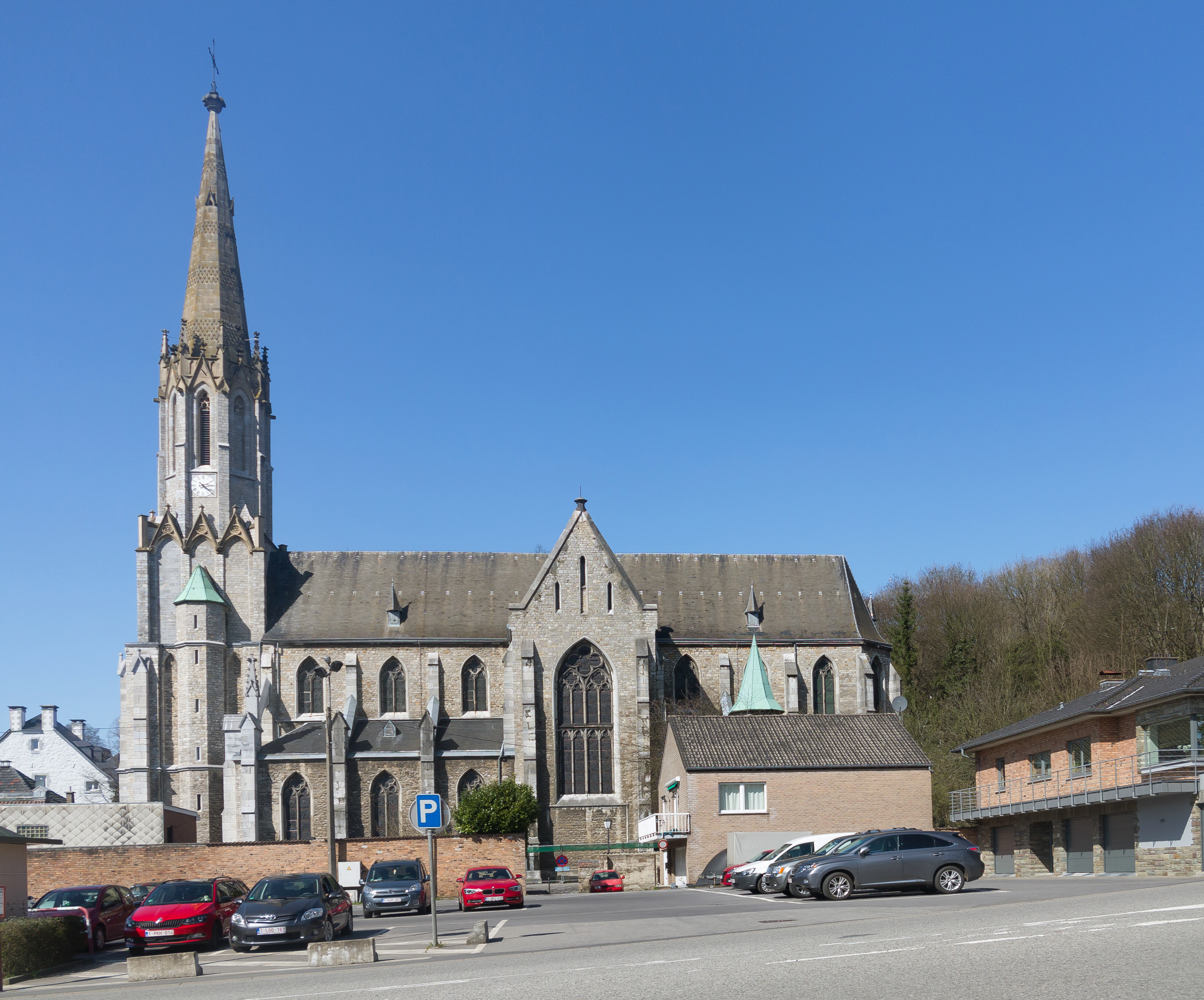
Ansicht von Süden

Die Kirche St. Josef in der Unterstadt von Eupen, Provinz Lüttich/Belgien, ist ein römisch-katholisches Kirchengebäude. Sie wurde zwischen 1855 und 1872 nach Plänen des Kölner Architekten Vincenz Statz im neugotischen Stil für die Bewohner des dortigen Haasviertels erbaut und dem heiligen Josef von Nazareth geweiht. Seit den 1990er-Jahren gehört sie zum Pfarrverband Eupen-Kettenis im Dekanat 05 des Bistums Lüttich und steht einschließlich ihrer neugotischen Ausstattung und ihrer Orgel seit 1994 unter Denkmalschutz. Die Kirche ist ein bedeutendes Denkmal des Historismus in der Stadt und ihre Orgel von 1874 aus der Orgelbauwerkstatt Gebrüder Müller ist die größte Denkmalorgel in der Deutschsprachigen Gemeinschaft Belgiens.

## Geschichte
In der Frühen Neuzeit, als das heutige Belgien noch von den Österreichischen Niederlande beherrscht wurde, bestand Eupen-Unterstadt aus dünn besiedelten kleinen Weilern, deren Bewohner für ihre religiösen Bedürfnisse kleine Kapellen errichteten, da die zuständige Hauptpfarre St. Nikolaus jenseits eines Höhenrückens im Zentrum der Eupener Oberstadt lag und nur beschwerlich erreichbar war. Nachdem bereits im 15. Jahrhundert für das so genannte Bergviertel oberhalb des Wesertales eine kleine Bergkapelle erbaut worden war, sollte im Jahr 1692 für das im Tal liegende Haasviertel in der Eupener Unterstadt eine weitere Kapelle erbaut werden, deren Bau aus unerklärlichen Gründen jedoch nie vollendet wurde. Erst unter preußischer Verwaltung und der damit verbundenen Zugehörigkeit zum Erzbistum Köln sowie dem deutlichen Bevölkerungszuwachs auf rund 4.500 katholische Bürger, der durch eine verstärkte Industrieansiedlung im Haasviertel begründet war, wurde schließlich auf Wunsch der Anwohner sowie mit Unterstützung des Bürgermeisters Amand von Harenne der Bau einer eigenen Kirche genehmigt und zugleich ein zweckgebundener Kirchenbauverein gegründet.

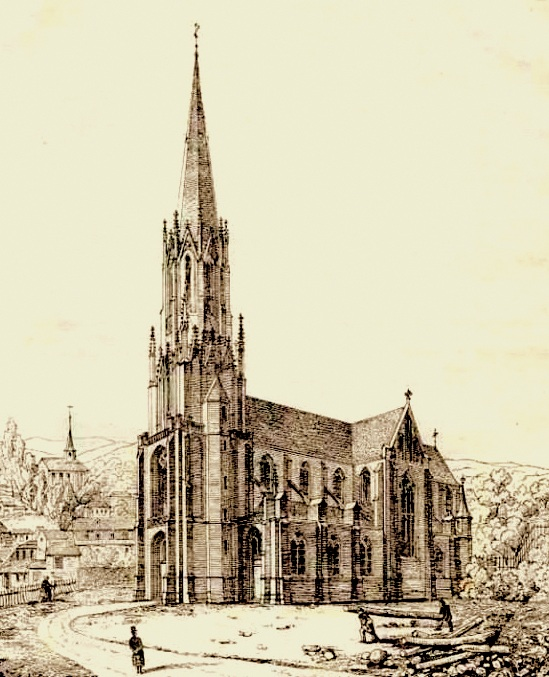
Lithografie der Josefskirche um 1870; links davon im Hintergrund die Bergkapelle

Für die Planung konnte der Kölner Architekt Vincenz Statz gewonnen werden und die Grundsteinlegung fand am 10. August 1855 durch den Kölner Weihbischof Johann Anton Friedrich Baudri statt. Bedingt durch ungewollte Bauverzögerungen und fehlende Geldmittel kam es erst am 8. Januar 1864 zu einer vorläufigen Einweihung der noch nicht fertig gestellten und unvollständig eingerichteten Kirche durch den Oberpfarrer von St. Nikolaus, wobei diese am rechten Seitenaltar improvisiert werden musste. Erst nachdem durch ein verstärktes Spendenaufkommen der Hochaltar und die weiteren Seitenaltäre angefertigt sowie eine Kanzel und eine Kommunionbank angeschafft werden konnten, wurde die Kirche schließlich am 10. Juli 1868 durch den Kölner Erzbischof Paulus Melchers offiziell konsekriert und dem heiligen Josef geweiht. Ein Jahr später wurde als Letztes der Kirchturm endgültig fertig gestellt und mit vier Glocken bestückt, die in der Aachener Werkstatt von Joseph Beduwe gegossen und mehrheitlich durch Spenden finanziert worden waren. Jedoch erst nach Festlegung der Pfarrgrenzen und der Einführung des ersten bestellten Pfarrers am 28. September 1872 konnte die Pfarre ihre Aufgaben in der Seelsorge nunmehr vollends wahrnehmen. Zugleich wurde die Bergkapelle im benachbarten Bergviertel, die dort 1712 als Ersatz für die alte marode Vorgängerkapelle aus dem 15. Jahrhundert errichtet worden war, als Filialkirche der Pfarre St. Josef angegliedert und zu diesem Zweck im romanischen Stil grundlegend um- und neugestaltet sowie mit einer neuen Ausstattung versehen. Schließlich wurde nach langwierigen Verhandlungen über den Verlauf der Grenze zur Nikolauspfarre hin die Einrichtung eines eigenen selbstständigen Pfarrbezirkes genehmigt und der Bau eines neuen Pfarrhauses an der Josefskirche beschlossen, dessen Grundsteinlegung im Jahr 1873 stattfand und das ein Jahr später bezogen werden konnte. Zwischen 1874 und 1875 wurden zudem zusätzlich zwei weitere für die Kapläne vorgesehene Wohnungen auf dem Platz vor der Kirche übernommen und restauriert.
Seit der Angliederung des Kreises Eupen an Belgien im Jahr 1920 infolge des Versailler Vertrags gehörte die Pfarre St. Josef zunächst zum Bistum Eupen-Malmedy und wird seit dessen Auflösung im Jahr 1925 vom Bistum Lüttich verwaltet. Mehrfach wurde die Kirche seitdem saniert, erhielt neue Fenster und Glocken und ihr Turm wurde zwischen 1996 und 2009 aufwändig restauriert.

## Pfarrer
- 1872–1881: Ferdinand Schröder (1841–1881)
- 1881–1886: Wilhelm Baursch (1848–1911), Pfarrverwalter
- 1886–1895: Gustav Hax (1837–1895), davon 1886 bis 1888 als Pfarrverwalter
- 1896–1906: Theodor Johann Hofsümmer (1842–1906)
- 1906–1908: Engelbert Schäfer (1850–1918)
- 1908–1912: Hermann Löchte (1850–1929)
- 1912–1922: Wilhelm Hubert Boehle (1885–1929)
- 1922–1956: Michael Heinen (1877–1961)
- 1956–1966: Josef Hilligsmann (1910–1971)
- 1966–1972: Hermann Lennertz (1915–1986)
- 1972–1982: Alphonse van Melsen (1926–2000)
- 1982–2013: Josef Mathieu Evertz (1945–2020), zugleich von 1999 bis 2010 Pastor an St. Katharina in Kettenis
- seit 2013: Helmut Schmitz (* 1954), zugleich seit 2001 Pfarrer an St. Nikolaus in Eupen und seit 2011 an St. Katharina in Kettenis

## Baubeschreibung

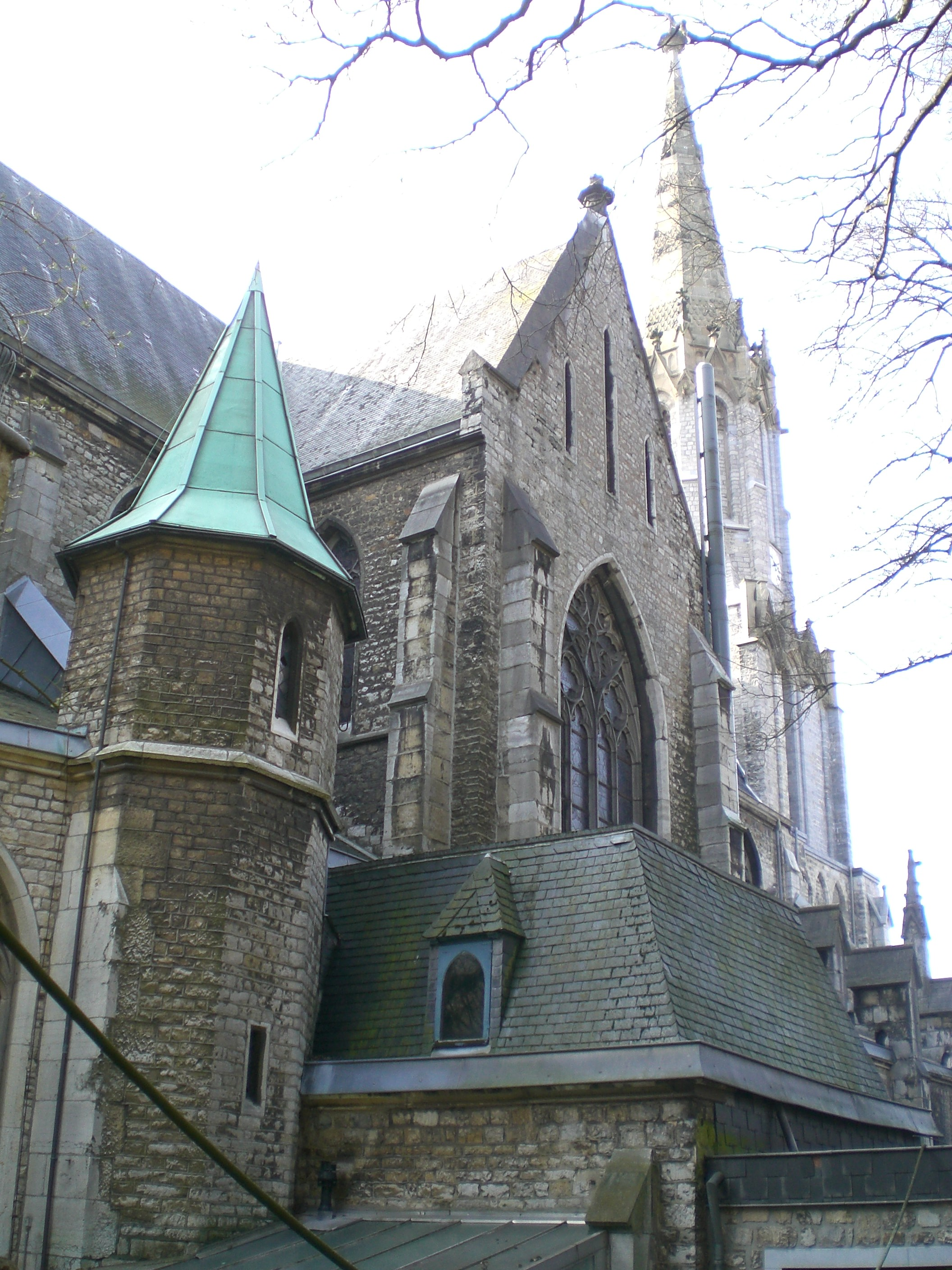
Nordseite mit Treppentürmchen und Sakristei

Das in Form einer Basilika und in Bruchsteinbauweise errichtete Kirchengebäude gliedert sich in einen dominierenden vierstöckigen quadratischen Turmbau mit dem Eingangsbereich, dem an seiner Ostseite der dreischiffige Chor mit einem nur geringfügig vorstehenden Querschiff mittig des Chorraumes und einer dreiseitigen Apsis angebaut ist. Das erhöhte Mittelschiff in der Breite des Turmbaus ist ca. 15,75 Meter hoch und damit fast doppelt so hoch wie die ca. 7,60 Meter hohen Seitenschiffe, wogegen das Querschiff die Höhe des Mittelschiffes hat. Im rechten, südlichen Seitenschiff ist an der Frontseite der Nebeneingang der Kirche mit einem darüber liegenden Spitzbogenfenster eingebaut und am nördlichen Seitenschiff schließen sich die Bauten für die Sakristei und die Wochentagskapelle an. An den äußeren hinteren Ecken der Seitenschiffe auf Höhe der Apsis sind kleine achteckige Turmbauten mit grünlichem patinaartigem Bleidach angebaut, die die Seitenschiffe nur wenig überragen. Die Seitenschiffe sind durch Strebewerk mit dem Mittelschiff verbunden, wobei die ersten Streben beidseitig des Turmes als Strebebogen geformt sind. Zwischen dem Strebewerk sind jeweils drei Spitzbogenfenster links und rechts des Querschiffes sowohl im Mauerwerk der Seitenschiffe als auch in den Obergaden des Mittelschiffes eingelassen, lediglich die Seitenwände des Querschiffes sowie die drei Fenster in der Apsis verfügen über große durchgehende Spitzbogenfenster. Sowohl das Mittelschiff als auch das Querschiff schließen mit einem Satteldach ab, wogegen die Dächer der Seitenschiffe und der Apsis die Form eines Walmdachs haben. Beiderseits der Dachschrägen sind dort jeweils zwei Dachgauben im Bereich des Seiten- und Mittelschiffes eingelassen, wobei die letzteren mit einem turmähnlichen Pyramidendach versehen sind.

### Turm

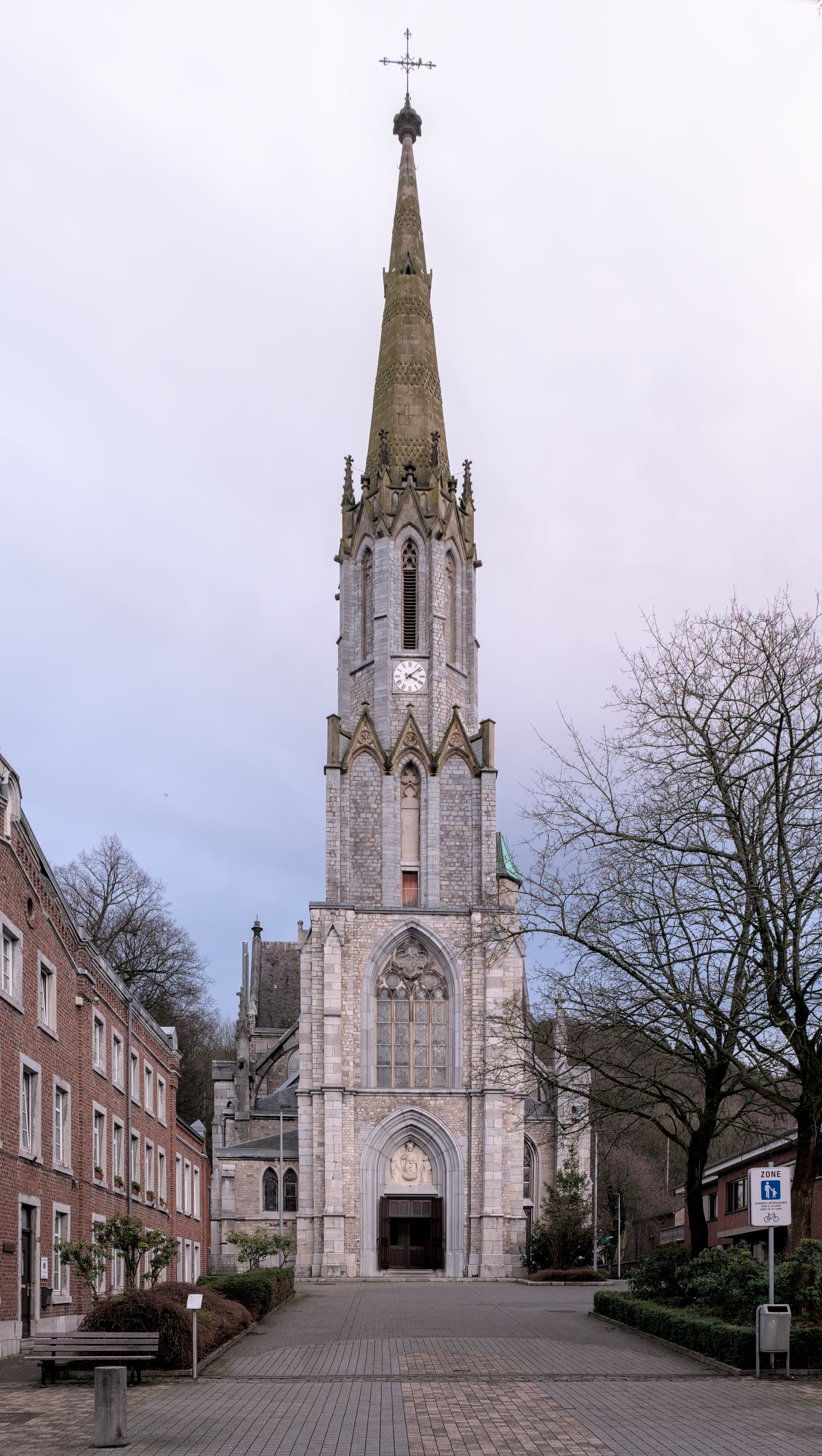
Eingangsportal mit Kirchturm

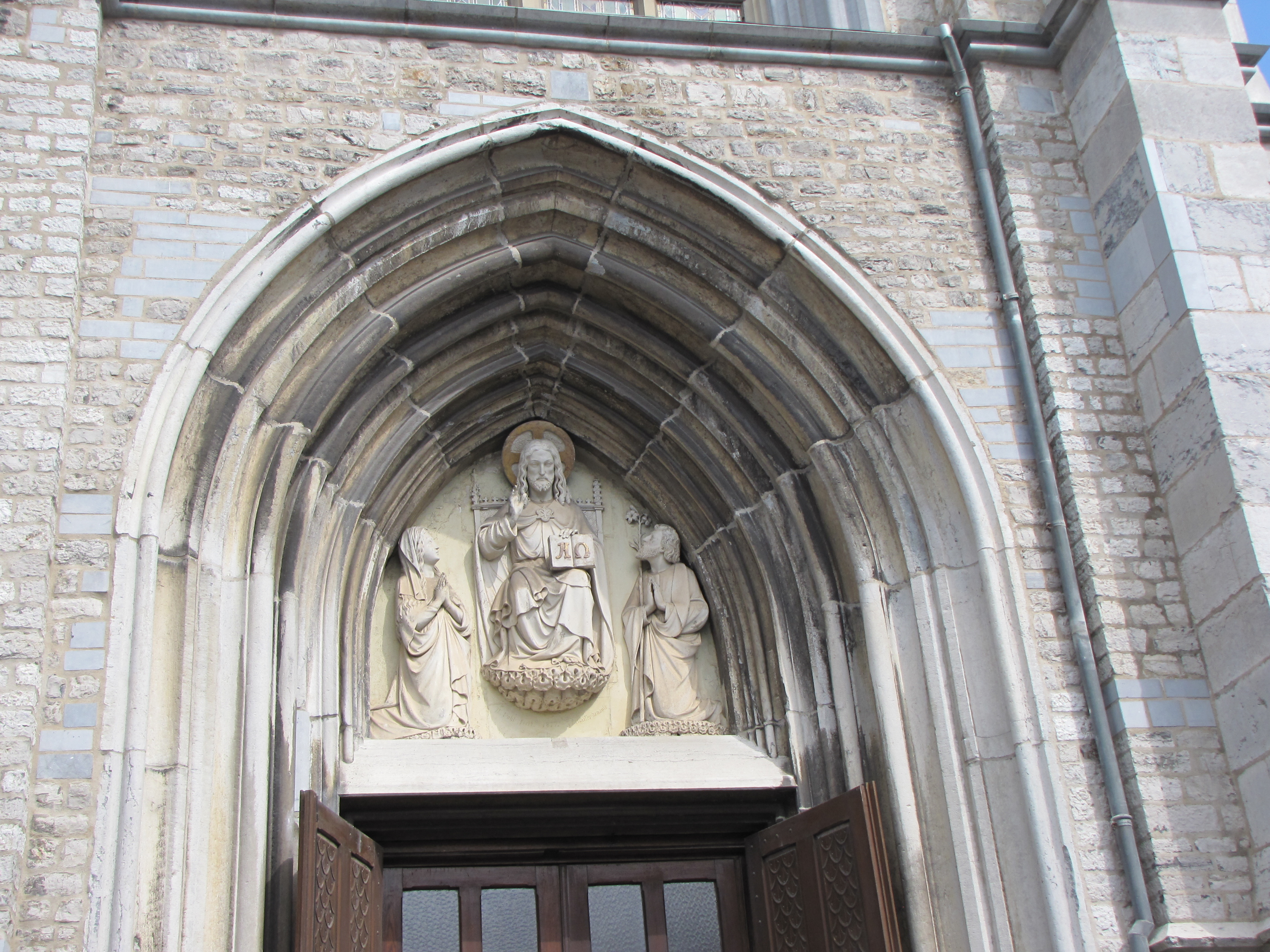
Relief im Tympanon über dem Hauptportal (Pohl)

Der vierstöckige quadratische Turm an der Westseite des Chores dient als Eingangsbereich, als Orgelempore und für die Aufnahme der Glocken. Die beiden unteren Etagen werden an den Ecken der Vorderseite und den Seitenflächen betont durch durchgehende Stützpfeiler, die nur von einem durchgehenden Gesims zwischen den Etagenabschnitten unterbrochen und mit einer kleinen Wimperge geschmückt sind. Das spitzbogige Hauptportal, das die doppelflügelige Eingangstür sowie über dieser im Tympanon ein markantes Relief umschließt, füllt das gesamte Erdgeschoss aus. Dieses von dem Aachener Bildhauer Wilhelm Pohl im Jahr 1877 geschaffene und von dem Bürger Johann Kaiser gespendete Relief zeigt in der Mitte Christus und an seiner Seite Maria und Josef. Ebenso wird das erste Obergeschoss in seiner gesamten Höhe durch ein großes Spitzbogenfenster mit reich verziertem Maßwerk bestimmt, hinter dem sich die Orgelempore befindet. An der Südseite des Turmes ist mittig ein fünfseitiger schmaler Treppenturm mit kleinen Fensterluken angebracht, der bis in das zweite Obergeschoss reicht und mit einem spitzen und ebenfalls grünen Bleidach abschließt.
Dieses zweite Obergeschoss ist optisch durch ein weiteres rundum verlaufendes Gesims vom ersten Obergeschoss getrennt und in der quadratischen Grundfläche etwas verkleinert. Bis auf die Ostseite, an der das Dach des Mittelschiffs anschließt, sind alle drei anderen Seiten mit jeweils drei nebeneinander liegenden blinden Spitzbögen zwischen den Stützpfeilern an den Turmecken verziert, die alle von einer Wimperge aus Sandstein gekrönt sind. Lediglich im mittleren Spitzbogen auf der Eingangsseite sind eine schmale Tür und darüber ein kleines zugemauertes Spitzbogenfenster mit Maßwerk eingebaut. Ursprünglich waren die Wimpergen noch mit Krabben und Kreuzblumen und die Stützpfeiler mit Fialen geschmückt, die jedoch nach der letzten Turmrestaurierung nicht mehr angebracht wurden.
Das dritte Obergeschoss dient der Aufnahme der Glocken. Es löst den quadratischen Grundriss auf und wurde achteckig auf wiederum etwas verkleinerter Grundfläche hochgezogen. Die acht Seitenflächen zwischen den mit Fialen geschmückten Stützpfeilern sind ebenfalls in Spitzbogenform erbaut und mit Wimpergen bestückt. In den Haupthimmelsrichtungen Westen, Süden, Osten und Norden sind die Spitzbögen mit Lamellen als Schallöffnung für den Glockenklang und mit darüber liegendem Maßwerk ausgestattet, wogegen die dazwischen liegenden Seiten blinde Spitzbögen mit Maßwerk beinhalten. An der West-, Ost- und Südseite sind unter den Spitzbögen die Turmuhren eingelassen. Das Geschoss schließt mit einem oktogonalen, gemauertem Dachhelm ab, der mit Aufsätzen und kleinen Wimpergen verziert und von einem schmiedeeisernen Kreuz auf einer Kreuzblume bekrönt ist.
Der Turm beherbergt die beiden heutigen Glocken, die 1952 in der Glockengießerei Marcel Michiels in Tournai gegossen wurden und die die vier alten Glocken aus der Entstehungszeit der Kirche ersetzen. Die Marienglocke, 1022 kg schwer und auf „fis“ gestimmt, trägt die Inschrift: „HUC UBI FILIUS EST, CAMPANAE VOCE MARIA INDUC NOS OMNES COELITUS ALLICIENS“ („hierher, wo weilt Dein Sohn durch die Stimme der Glocke uns führe. Lenkend nach oben den Sinn, Maria gnädig empor“). Als Paten sind Reiner Weißhaupt und seine Gattin Rosalia Esselen vermerkt. Auf der zweiten, der Josefsglocke, 1325 kg schwer und auf „dis“ gestimmt, ist der Satz: „1869–1924–1952 HAEC DOMUS VIDE JOSEPH, TIBI PLENO CORDE DEDICATA – EJUS AERAE VOX, VOX TUBA NOBIS ERRIT“ („Joseph, sieh gnädig das Haus, das einst wir von Herzen Dir weihten, sei uns der eherne Mund mahnende Stimme von Dir“) eingraviert. Hier sind als Paten der ehemalige Pfarrer Michael Heinen und die Eupener Bürgerin Maria Pankert genannt.

## Ausstattung

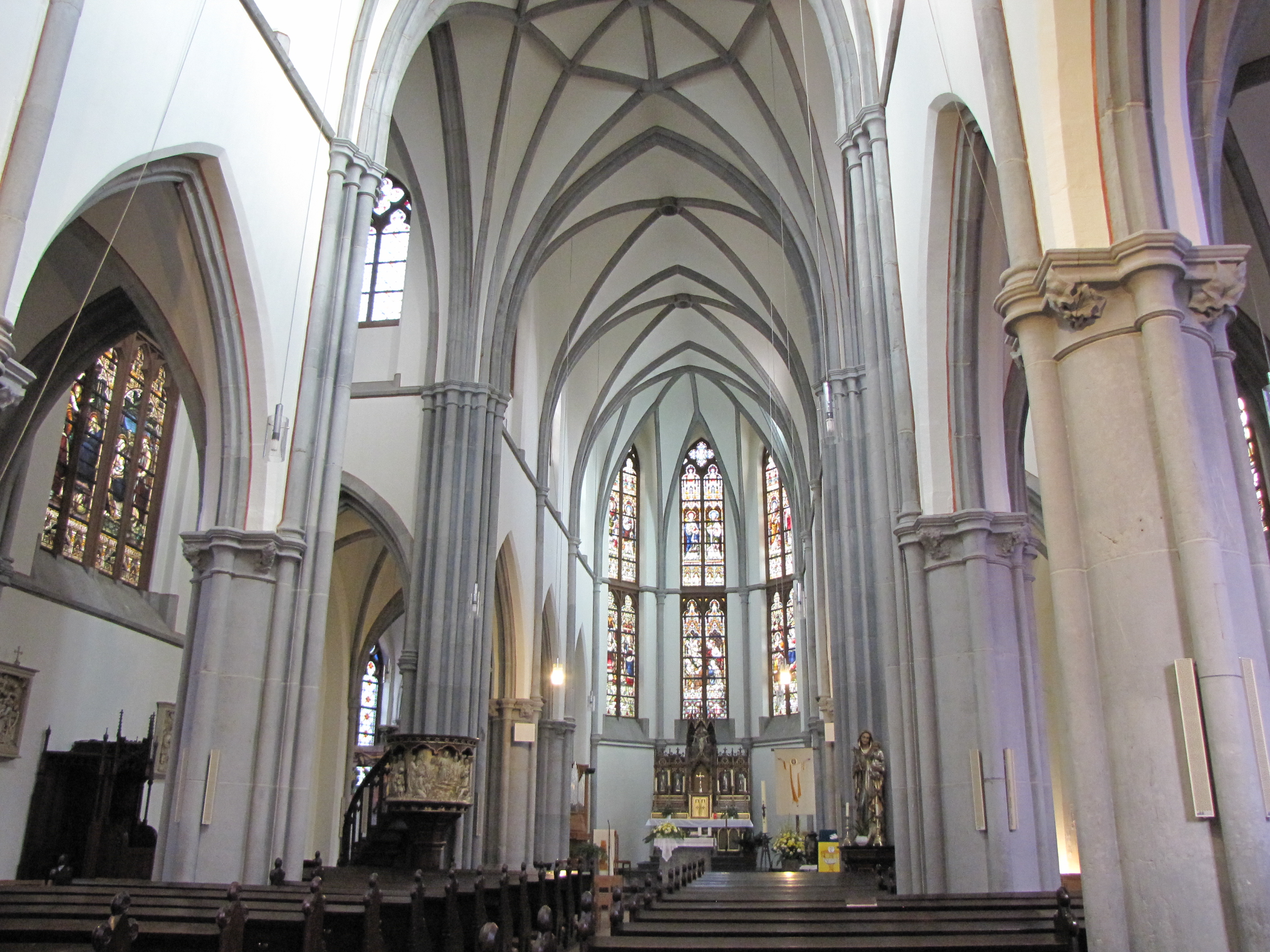
Innenansicht

Der helle und lichtdurchflutete Innenraum der Kirche wird gegliedert durch jeweils sechs mächtige Säulen rechts und links des Mittelschiffs auf Höhe der Scheidewände, die mit kleinen Kapitellen bestückt sind. Oberhalb dieser Kapitelle gehen die Säulen sowohl in die spitzbogigen Arkaden der Scheidewände als auch im Mittel- und Querschiff in das Kreuzrippengewölbe mit Rippen aus Kalkstein über. Ebenso werden die Kreuzrippengewölbe in den Seitenschiffen von den Säulen im Mittelgang und von Pilastern an der Innenseite der Außenwände der Kirche aufgefangen. Die ursprünglich von dem Dekorationsmaler Franz Wirth aus Aachen ausgeführte reichhaltige Bemalung der Wände mit verschiedenen christlichen Motiven wurde zwischenzeitlich einheitlich weiß überstrichen.
Ein Großteil der zahlreichen alten Kirchenfenster wurden teilweise aus Spenden einflussreicher Bürger finanziert und unter anderem in der Glasmalerei Oidtmann in Linnich und in den Werkstätten von Friedrich Baudri in Köln und von Michael Hubert Schmitz in Aachen hergestellt und gestaltet. Sie zeigen verschiedene Szenen aus dem Leben des hl. Josef oder Figuren der Apostel und anderer Heiliger, die vor allem in Eupen verehrt werden. Später wurde ein Großteil der Fenster durch die Glasmalerei Schneiders und Schmolz in Köln ausgetauscht, repariert und ergänzt.

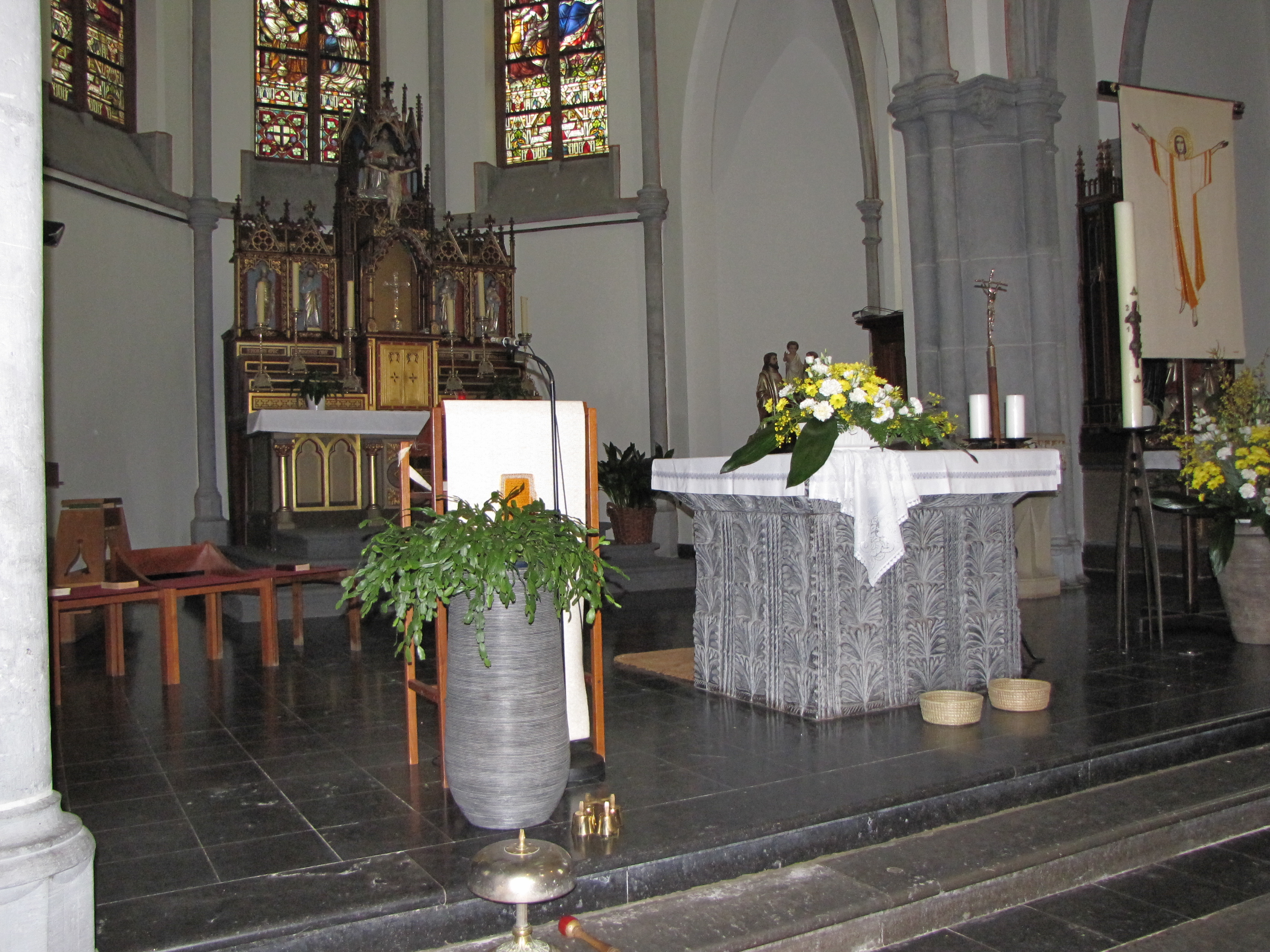
Blick auf Altar und Opfertisch

Den Mittelpunkt der Apsis bildet der gotisch verzierte und relativ zierliche Hochaltar, der bis zu den Sockeln der Fenster reicht. Er wurde 1864 in Roermond geschnitzt und zeigt die allerheiligste Dreifaltigkeit in einer mit einem Baldachin überdachten Nische, unter der sich in einer weiteren Nische der Tabernakel mit einem aufgesetzten Kreuz befindet. Daneben befinden sich ebenfalls in Nischen unter Spitzdächern die Figuren des hl. Nikolaus und des hl. Josef an der linken sowie des Johannes des Täufers und des hl. Lambertus an der rechten Seite, alles Patrone der Eupener Kirchen.
Rechts des Hauptaltares am Übergang von der Apsis zum Chor ist eine Figurengruppe der hl. Familie aufgestellt, angefertigt um 1870 und entworfen 1865 von Vincenz Statz, vor dem Taufstein seinen Platz gefunden hat, beides eine Stiftung der Eupener Wollspinner. Dagegen ist der Altartisch im Zentrum des Altarraumes neueren Datums und wurde 1976 von Klaus Iserlohe aus Aachen entworfen und aus Blaustein gefertigt.
Die Seitenaltäre am Ende der Seitenschiffe stellen Szenen aus dem Leben der Gottesmutter dar. Der rechte davon, der ursprünglich dem hl. Severus von Ravenna geweiht war, ist ein Geschenk der Eupener Weber und zeigt Maria mit ihrem Kind, wie sie dem hl. Dominikus den Rosenkranz überreicht. Der linke Seitenaltar ist eine Darstellung der schmerzhaften Gottesmutter und wurde 1864 von den Frauen und Mädchen der Stadt gespendet.

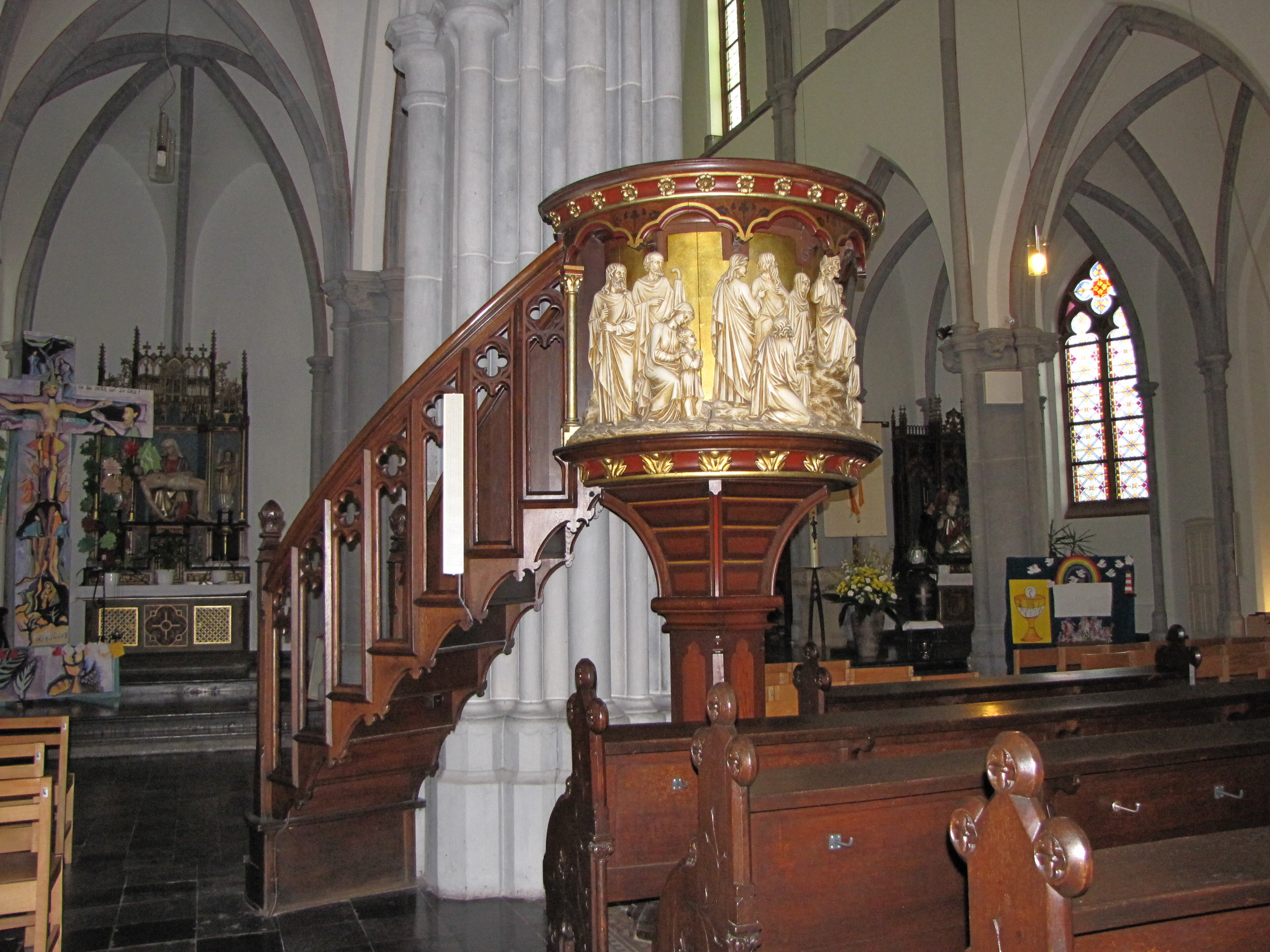
Kanzel mit Blick auf die Seitenaltäre

Aus dem gleichen Jahr stammt die aufwändig geschnitzte Kanzel, die ihren Standort links des Altarraumes im Kreuzungsbereich zum Querschiff hat. An den Außenwänden des Korpus sind unter einem leicht vorstehenden Baldachin rundum mehrere Figuren angebracht, die eine Szene der Bergpredigt darstellen.
Der Kanzel gegenüber steht auf der anderen Seite des Mittelganges auf einem tischartigen verzierten Sockel eine lebensgroße Statue der Gottesmutter mit Jesuskind aus der Werkstatt des Aachener Bildhauers Gerhard Breuer aus dem Jahr 1875, der alljährlich als Maialtar hergerichtet wird. Des Weiteren finden sich figürliche Darstellungen des hl Blasius von Sebaste mit gekreuzten Kerzen im rechten Seitenschiff, einer Herz-Jesu-Statue aus der Werkstatt von Wilhelm Pohl rechts des Haupteinganges sowie des hl. Antonius von Padua auf einem Sockel stehend am ersten großen rechten Pfeiler. Am gegenüberliegenden linken Pfeiler ist die Statue des hl. Josef angebracht und im linken Seitenschiff neben dem Eingang zur Sakristei eine Figur des Johannes des Täufers sowie wenige Meter weiter das Gnadenbild Unserer Lieben Frau von der immerwährenden Hilfe.

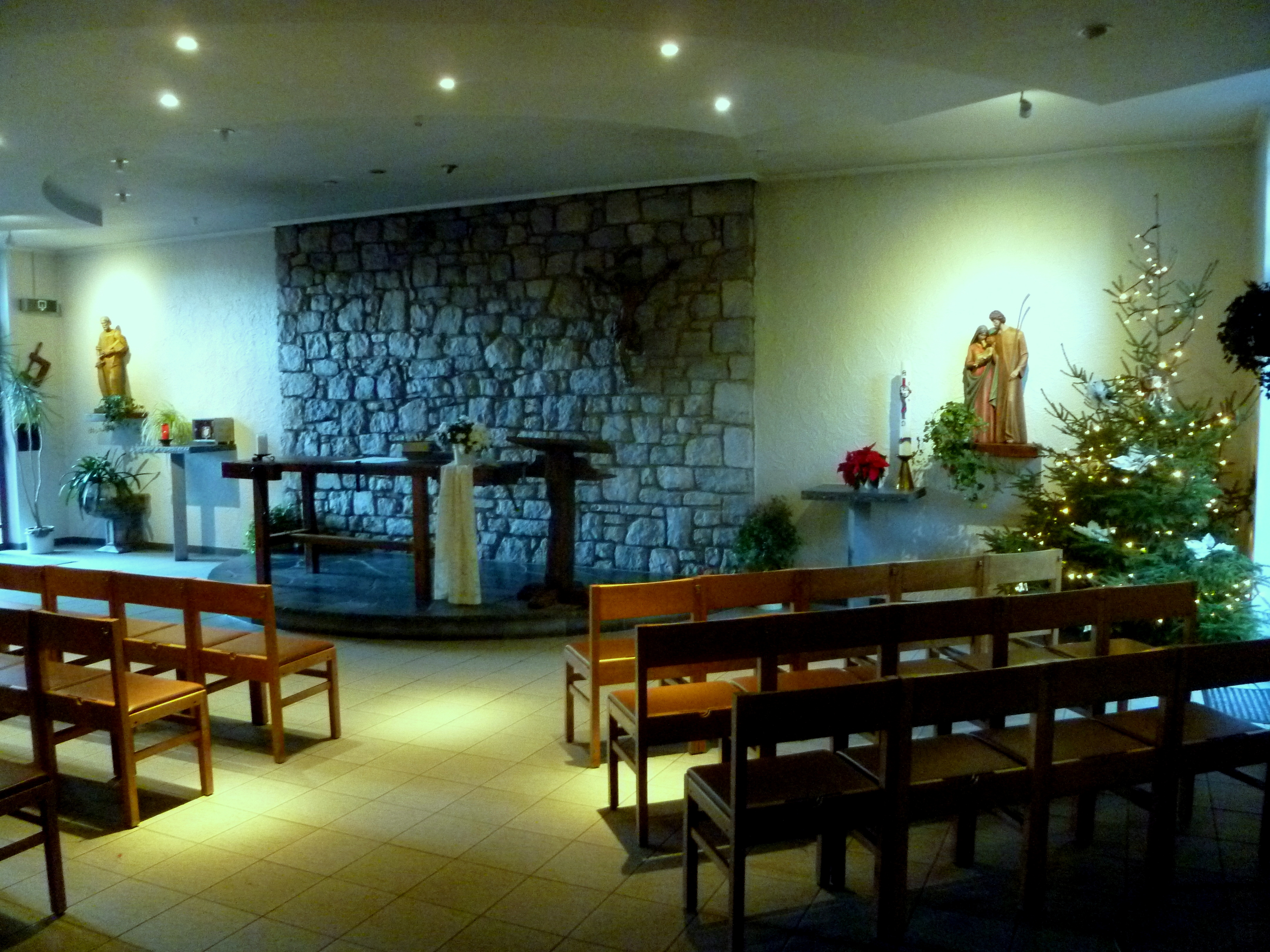
Wochentagskapelle

Am Ende dieses Seitenschiffes direkt neben dem Eingang zur so genannten Wochentagskapelle, die für kleinere Andachtsveranstaltungen zur Verfügung steht, findet sich ein Bildnis des gekreuzigten Heilandes, das von 1889 ursprünglich ein Teil des großen Triumphkreuzes war.
Beginnend am oberen Ende des rechten Seitenschiffs vor dem Seitenaltar zieht sich der Kreuzweg im Uhrzeigerkreis in das linke Seitenschiff. Die Stationen sind ein Geschenk des Stationenvereins und sind in Zement gegossene Reliefbilder aus der Werkstatt Fischer in Aachen und wurden 1867 von den Tuchrauherren gespendet.

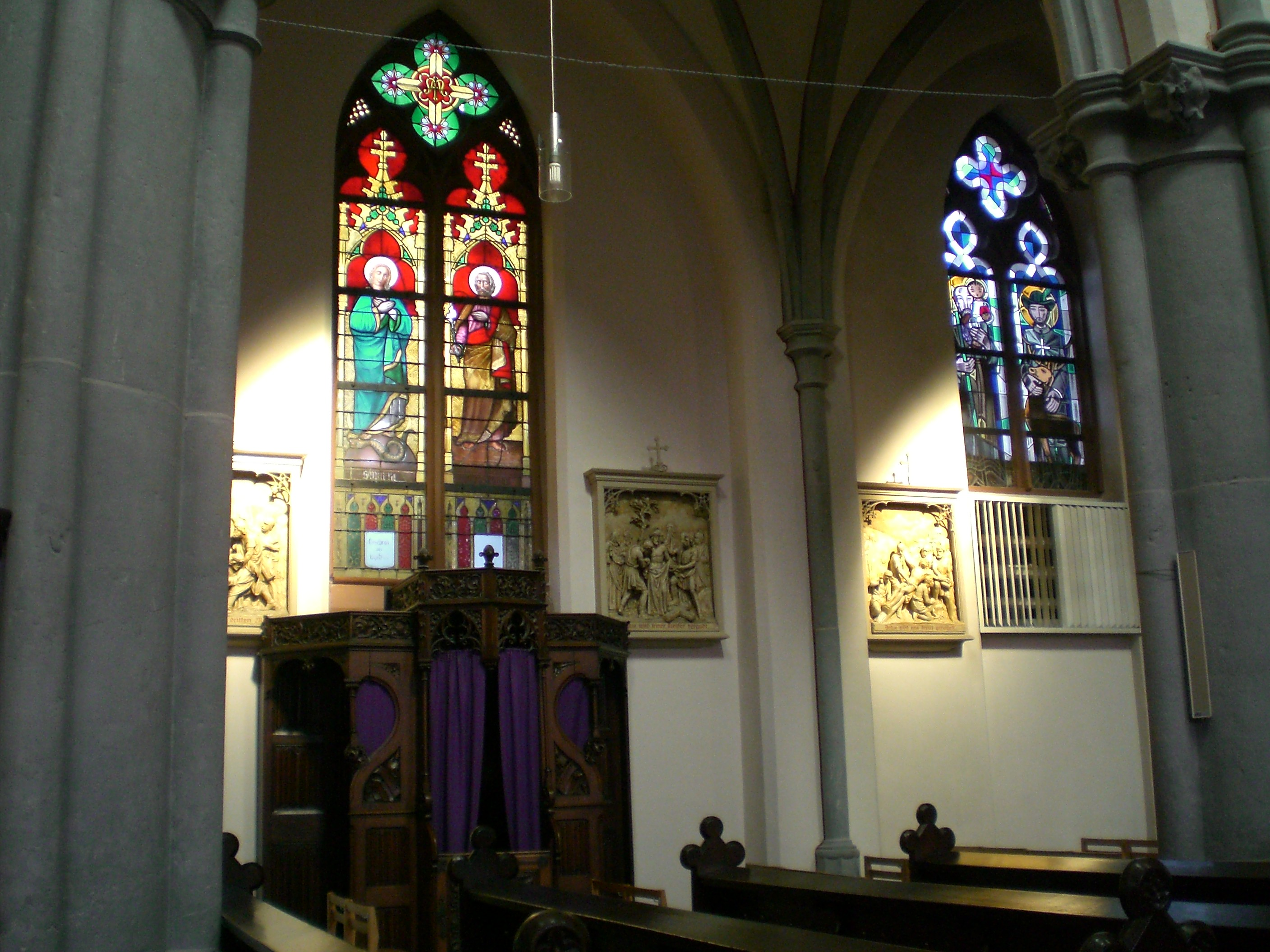
Beichtstuhl, Kreuzweg und Fenster im linken Seitenschiff

Ebenfalls in den Seitenschiffen finden sich jeweils zwei von Vincenz Statz entworfenen und von dem Kölner Holzschnitzer Mengelberg angefertigten alten Beichtstühle aus Eichenholz, die von einem Rentner gespendet wurden. Sie sind geschmückt mit reichlich verzierten Schnitzereien im neugotischen Stil und an ihren Vorderseiten bezeugen auf Spruchbänder die Gravuren: „DONA DEDIT“ und „NJ. HAVENITHG 1866“ den Spender und das Entstehungsjahr.

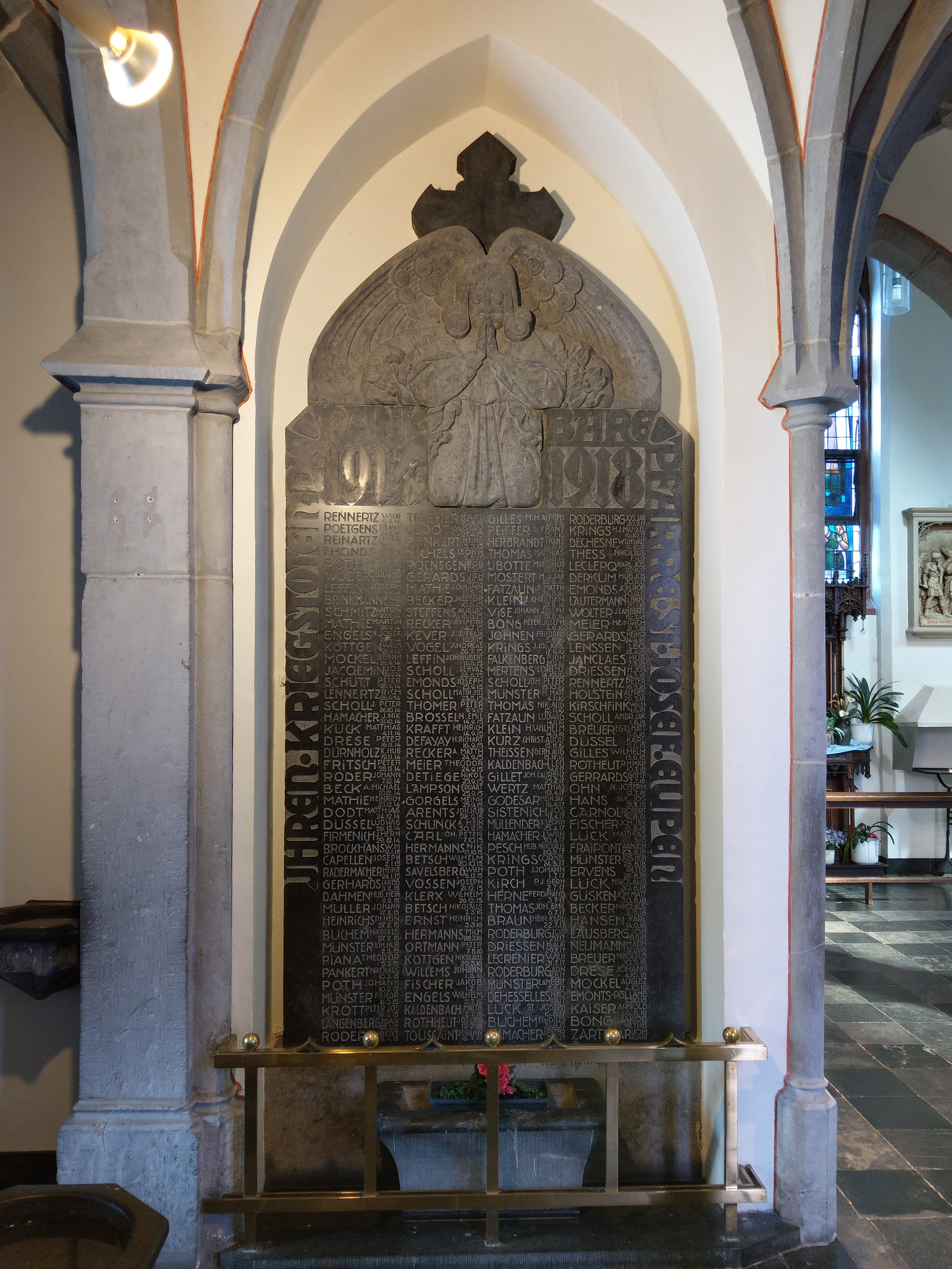
Gedenktafel 1. WK

Unter der Orgelempore befinden sich zwei Gedenkstätten für die Kriegstoten der beiden Weltkriege. Für die Toten des Ersten Weltkrieges ist rechts des Einganges ein Wandrelief aus Blaustein angebracht, das 1921 von dem Eupener Bildhauer Christian Stüttgen angefertigt wurde und vor dem ein steinerner Blumenkübel aufgestellt ist. Im oberen Bereich zeigt das Relief einen Engel mit einem Kreuz, über dem und seitlich davon der Satz: „IHREN KRIEGSTOTEN DIE DANKBARE PFARRE ST. JOSEPH EUPEN 1914 1918“ und unter dem in vier Spalten die Namen der Toten eingraviert sind. Links des Einganges erinnert ein Wandrelief, das 1965 von dem Eupener Bildhauer Josef Braun geschaffen wurde, an die Toten des Zweiten Weltkrieges und zeigt zwei trauernde Menschen und ein Grabkreuz mit der Inschrift: „1940–1945“. Darunter befindet sich ein kleiner symbolischer Altar aus Blaustein, auf dessen Vorderseite der Satz: „IM GEDENKEN AN DIE TOTEN UND VERMISSTEN DES KRIEGES“ eingraviert ist.

### Orgel

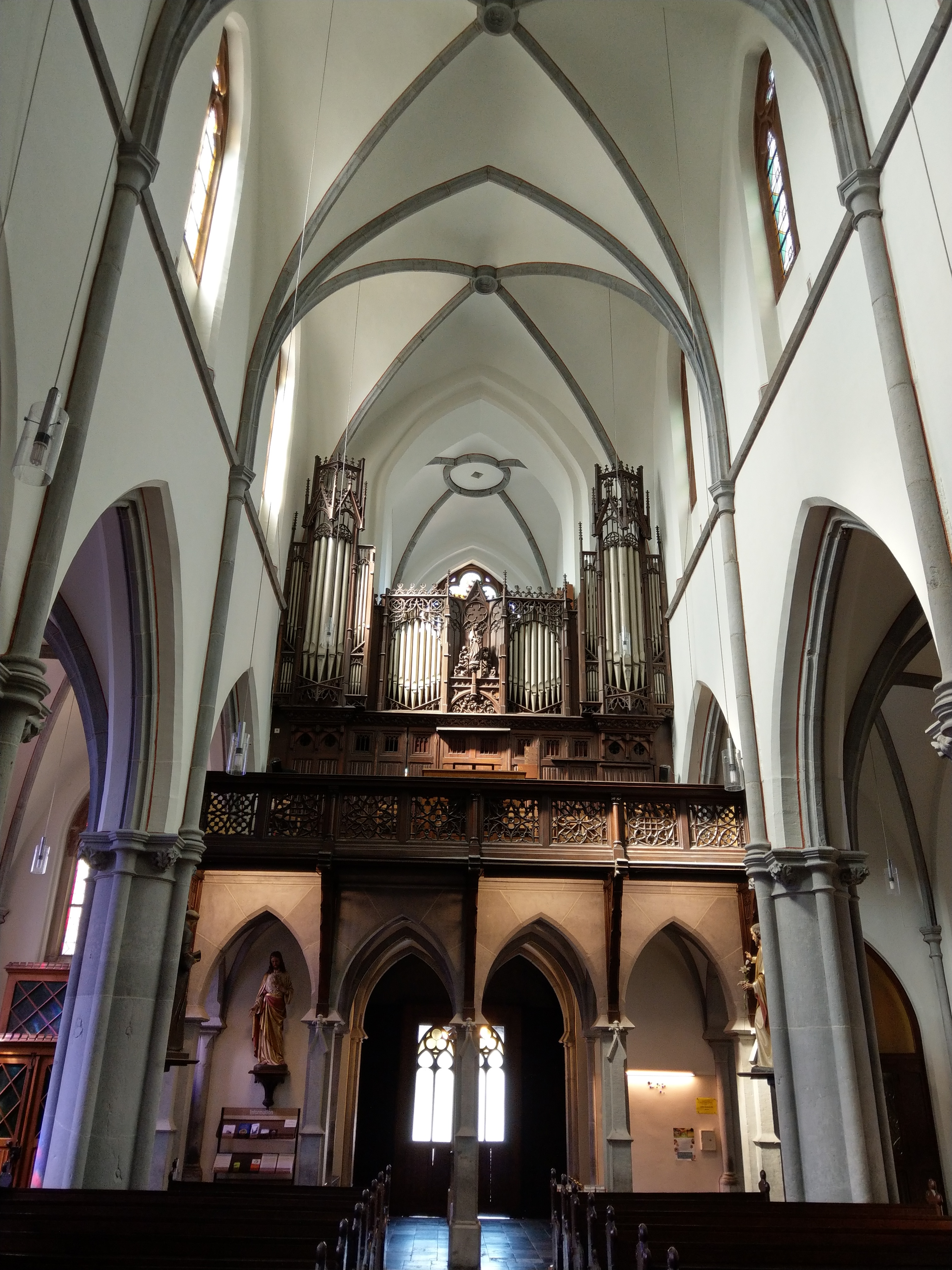
Blick auf Haupteingang und Orgelempore

Die erste Orgel war eine Stiftung des Eupener Männergesangsvereins 1864 und stammte aus Melaten. Sie wurde nach der Anschaffung der neuen Orgel dem Bonifaziusverein für die Kirche in Speldorf geschenkt. Die neue Orgel konnte durch Sammlungen der Unterstädter Fabrikmeister bei ihren Arbeitern sowie durch Spenden und durch Einnahmen von Konzertveranstaltungen finanziert werden und wurde bei den Gebrüdern Müller in Reifferscheid in Auftrag gegeben. Die 1874 fertiggestellte Orgel umfasste 30 Register auf zwei Manualen und ein freies Pedal und wurde von dem Aachener Orgelsachverständigen Heinrich Böckeler mit einer öffentlichen Würdigung bedacht. Das ursprünglich zweiteilige reich verzierte Orgelgehäuse wurde bei den Gebrüdern Bong in Köln in neugotischem Stil angefertigt. Nachdem die Orgel 1929 in der Orgelwerkstatt Georg Stahlhuth in Burtscheid grundlegend erneuert und ein neues pneumatisches Instrument eingebaut worden war, wurde zugleich das zweiteilige Gehäuse zusammengefügt und mittig mit der Figur der hl. Cäcilia von Rom versehen. Seitdem ist das Instrument als eine von wenigen im Original erhalten gebliebenen Orgeln aus der Werkstatt Stahlhuth unverändert geblieben und zu diesem Zweck eigenständig unter Denkmalschutz gestellt worden.